# 中野又左衛門
中野（中埜） 又左衛門（なかの またざえもん）は、尾張国半田（現在の愛知県半田市）の醸造家で、ミツカングループの創業家・経営者である中野又左衛門家の当主が受け継ぐ名。
1804年（文化元年）に同家を興した初代中野又左衛門によって酢の醸造がはじめられた。明治期の4代目より苗字の表記が中埜に、そして7代目で名の表記を又左エ門とした。7代目は半田市名誉市民。
2003年（平成15年）6月、中埜和英が8代目当主を襲名し、中埜又左エ門和英となった。ただし2014年（平成26年）5月に再び元の名前である中埜和英に改名したため、今のところ中埜家で又左衛門（又左エ門）を名乗るものはいない。2022年（令和4年）8月21日、中埜和英は死去した。

## 初代
初代中野 又左衛門（1756年〈宝暦6年〉 - 1828年〈文政11年〉）は、小栗喜左衛門家の長男として誕生する。半田の酒造家・中野半左衛門家に養子として入り、1804年（文化元年）に分家して中野又左衛門家を興した。
江戸で寿司の流行を見た又左衛門は、酢の需要を見込み、半田で酒造業のかたわら、酒粕を原料とした「粕酢」の製造をはじめた。これがミツカングループの創業とされている。1816年（文化13年）に2代目に酢の醸造業を譲り、自らは酒造に専念した。

## 4代
4代中埜 又左衛門。中埜小吉（1854年〈安政元年〉 - 1895年〈明治28年〉）。明治期の当主。小鈴谷（現在の常滑市）の醸造家である盛田家の分家から中野又左衛門家の養子に入り、1867年(慶応3年)に家督を継承。現在（2012年）も使われているミツカンの商標を定めた。また、甥の盛田善平とともに丸三麦酒醸造所を設立し「カブトビール」ブランドのビール製造業を始めるなど、異業種にも参入した。中埜半六家より又左衛門家に養女に入った妻・なみは、1857年(安政4年)生まれ、1930年(昭和5年)に没する。

## 5代
5代中埜 又左衛門。中埜政助（1864年〈元治元年〉 - 1919年〈大正8年〉）。2代中埜又左衛門の子である傅之助（1826年〈文政9年) - 1871年〈明治4年)、中埜半六家に養子に入り、8代半六となる）の子。妻・とう（1868年(明治元年) - 1936年(昭和11年)）は、4代盛田太助の孫。準三（1885年(明治18年) - 1887年(明治20年)）、幸三（6代中埜又左衛門）、きと（1891年(明治24年) - 1921年(大正10年)）、三造（1895年(明治28年) - 1969年(昭和44年)）は、二人の間の子供である。

## 6代
6代中埜 又左衛門。中埜幸造（1888年〈明治21年〉 - 1960年(昭和35年〉）。中埜政助の次男。最初の妻は、中埜純平・五女・つね（1895年(明治28年) - 1916年(大正5年)）。後妻は、海部郡富田村の岩味等太郎・長女・多美（1902年(明治35年) - 1962年(昭和37年)）。政一（7代中埜又左エ門）、依子（1924年(大正13年)生、西脇教二郎へ嫁す）、福子（1927年(昭和2年) - 1929年(昭和4年)）、茅子（1929年(昭和4年)生、矢橋龍太郎へ嫁す）は、多美との間の子供。

## 7代
7代中埜 又左エ門。中埜政一（1922年〈大正11年〉 - 2002年〈平成14年〉）。中埜幸造の長男。慶応大学経済学部卒業。妻は、竹本長三郎・五女・ふじ（1927年(昭和2年)生）。長男・和英は8代目を継ぎ、二男・宏奏はペパーダイン大学商学部卒業後、ミツカンUSA代表、三男・昌美は高千穂商科大学卒業後、中埜酒造代表。

## 8代
8代中埜 又左エ門和英。中埜和英（1950年〈昭和25年〉9月18日 - 2022年〈令和4年〉8月21日）。中埜政一の長男。